# René Floriot
René Edmond Floriot (* 20. Oktober 1902 in Paris; † 22. Dezember 1975 in Neuilly-sur-Seine) war ein französischer Rechtsanwalt und zu seiner Zeit einer der führenden Pariser Strafverteidiger.

## Leben
Floriot galt als einer der besten und teuersten Anwälte von Paris. Er war unter anderem der Verteidiger des Serienmörders Marcel Petiot 1946 und des Genfer Anwalts Pierre Jaccoud 1960. Er verteidigte 1949 auch Otto Abetz, den ehemaligen deutschen Botschafter bei der Vichy-Regierung des besetzten Frankreich, erfolgreich (statt der erwarteten Todesstrafe bekam er nur 20 Jahre) in einem Prozess über Kriegsverbrechen. Abetz stellte er dabei sogar als eine Art stillen Widerstandshelden hin, der eine „Polonisierung“ Frankreichs verhindert habe.
Floriot kannte seine Fälle bis in kleinste Details und bereitete seine Kreuzverhöre minutiös vor, indem er sie vorher probte und bei seinen Fragen, mit denen er das Verhör lenkte, mögliche Reaktionen der Zeugen sorgfältig erwog. Bezeichnend ist folgender Ausschnitt aus dem Kreuzverhör eines psychiatrischen Sachverständigen im Prozess Petiot am 18. März 1946:
Floriot: Wie, man hat meinen Mandanten in eine psychiatrische Anstalt einweisen lassen, weil er ein Buch gestohlen hat? Heute ist er des Mordes an 27 Personen angeklagt und er soll normal und geistig gesund sein? Haben sie in seiner Familie nach Geisteskrankheit gesucht? Haben sie an seiner Schwester keine Zeichen von Geisteszerrüttung bemerkt?
Experte: Die Verwandten von Petiot erfreuen sich eines vollkommenen geistigen Gleichgewichts, seine Schwester ebenso wie die anderen.
Floriot: Tut mir leid, aber mein Klient hat überhaupt keine Schwester.
Später nahm er als Drehbuchautor an einigen Filmproduktionen teil. Er schrieb Bücher über den Marschall Ney und über Justizirrtümer. Für einen solchen hielt er auch den Genfer Mordprozess Jaccoud, wo er eine Verurteilung zu 7 Jahren nicht verhindern konnte (er kommentierte das mit den Worten, dass falls Jaccoud schuldig sei, das Urteil zu gering ausgefallen wäre, und falls nicht er freigesprochen gehörte). Als der französische Marschall Alphonse Juin wegen seiner Sympathien zur OAS entlassen wurde, schickte Floriot ihm sein Buch über Ney mit den Worten, er solle es lesen, damit er lerne, was einem Marschall von Frankreich widerfahren könne. Juin antwortete, dass ihm das nicht passieren könne, da er sich in diesem Fall von Floriot verteidigen ließe.

## Bekannte Klienten
- Marcel Petiot: 1946
- Otto Abetz: 1949
- Pierre Jaccoud: 1960
- Gustave Mentre, französischer General: 1961[9]
- Zwei Detektive, die am Entführungs- und Mordfall Mehdi Ben Barka beteiligt waren: 1960er Jahre[9]
- Moise Tschombé: 1967[9]

## Schriften
- Le procès du Maréchal Ney, Hachette (1955)[10]
- Le procès de Madame Caillaux, LEP (1962).
- Les Erreurs Judiciaires (1968)[11]